# Zero Emission Vehicle (Kalifornien)

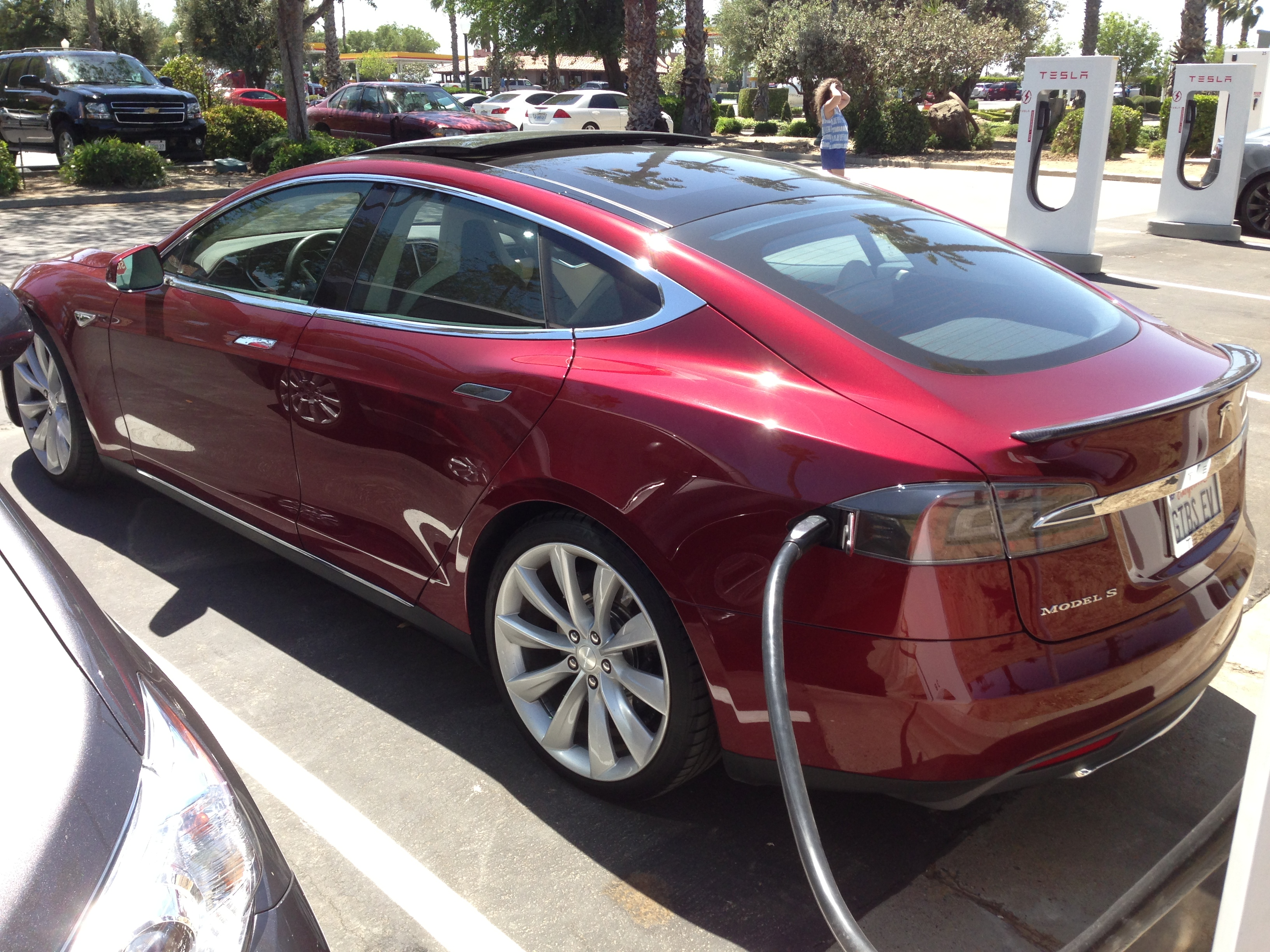
Tesla Model S

Zero Emission Vehicle (ZEV) ist die Bezeichnung für ein emissionsfreies Fahrzeug in der stärksten Ausprägung der Abgasstandards der CARB-Gesetzgebung des US-amerikanischen Bundesstaates Kalifornien. Es bedeutet wörtlich: „Null-Emissions-Fahrzeug“ und weist auf das Fehlen schädlicher Emissionen aus Verbrennungsgasen beim Betrieb (Tank-to-Wheel) der Fahrzeuge hin; nicht erfasst sind jedoch Emissionen durch Brems- und Reifenabrieb (Feinstaub) sowie Lärm. Der Begriff wurde durch das kalifornische „Low Emission Program“ geprägt und betrachtet verschiedene festgelegte Schadstoffemissionen.
Ein ZEV im wörtlichen Sinne gibt es nicht, da beim Betrieb jedes Fahrzeuges Emissionen entstehen, beispielsweise Geräusche durch die Antriebsaggregate wie Motor, Getriebe und Reifen oder den Fahrtwind.

## Fahrzeuggliederung
Die Gliederung erfolgt auf verschiedene Weise nach der Art der Antriebssystems, der verwendeten Energie, Art der Speicherung oder der emittierten Stoffe.

### ZEV mit elektrischem Antriebssystem
- Elektroauto als batterieelektrisches Fahrzeug mit Traktionsbatterie (Bsp.: GM EV1)
- Brennstoffzellenfahrzeuge mit Druckspeicher (Mercedes-Benz F-Cell), Flüssigwasserstoffspeicher (kryogen gespeicherter Wasserstoff) oder Flüssigtreibstoff Methanol (Bsp.: Honda FCX -Concept)[Anm. 1]
- Fahrzeuge mit Schwungradspeicher (Bsp.: Gyrobus)

### ZEV mit mechanischem Antriebssystem
- Fahrzeuge mit Wasserstoffverbrennungsmotor, (Bsp.: BMW Hydrogen)[Anm. 2]
- Fahrzeuge mit Wasserstoff-Gasturbine[Anm. 2]
- Fahrzeuge mit Gasexpansionsmotor (Druckluftauto)
- muskelkraftbetriebene Fahrzeuge[Anm. 3]

Anmerkungen:
1. ↑  Wasser gilt dabei bei bodennaher Emission nicht als schädliches Abgas.
2. 1 2  Da diese Antriebe auf Luftatmung basiert, werden unter anderem Stickoxide ausgestoßen. Die Fahrzeuge sind daher im engeren Sinne nicht emissionsfrei, werden nach der kalifornischen Gesetzgebung aber als ZEV eingestuft.
3. ↑  Dabei wird Kohlendioxid emittiert, welches nach den ZEV-Richtlinien unberücksichtigt bleibt. Auch stellen diese Fahrzeuge keine Kraftfahrzeuge dar, da sie keine technische Antriebsmaschine besitzen.

## Low Emission Program

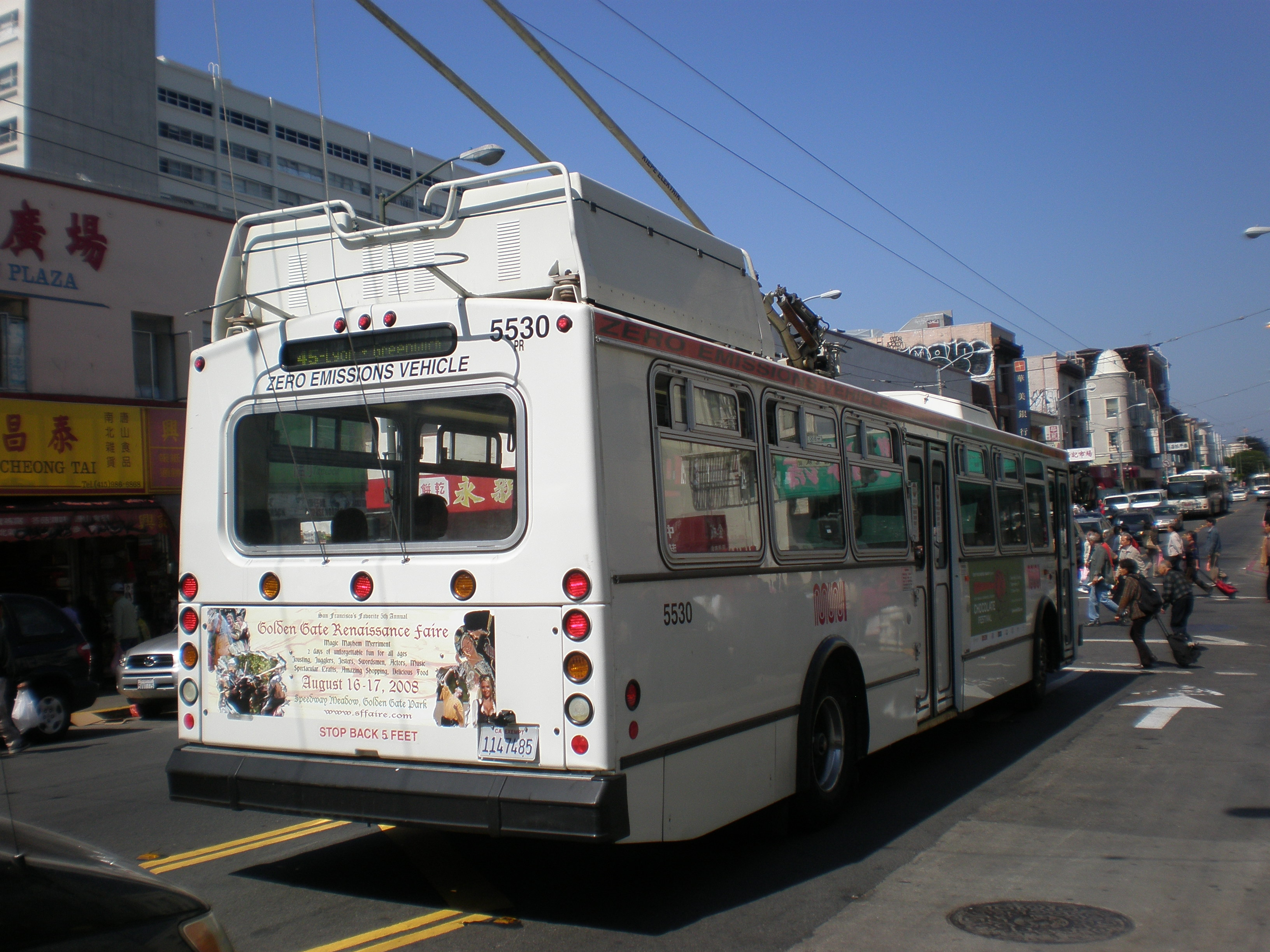
Werbeaufschrift ZERO EMISSIONS VEHICLE an einem Oberleitungsbus in San Francisco

Die Einführung des Zero-Emission-Programms durch das California Air Resources Board (CARB) erfolgte 1990 auf Basis des im Jahr 1987 erlassenen Clean Air Act des Staates Kalifornien. Es ist hier ein Bestandteil des Low-Emission-Programs, welches mit der Abkürzung LEV (für englisch Low-Emission-Vehicle bzw. deutsch Niedrig-Emissions-Fahrzeug) und Angabe der jeweiligen einstelligen Versionsnummer als Index bezeichnet wird. Dieses existiert nun in seiner 3. Version als LEV3 und hat Gültigkeit. In diesem Rahmenprogramm ist bereits festgeschrieben, dass bis zum Jahre 2018 der Anteil von neu zugelassenen Fahrzeugen, die den ZEV-Bestimmungen genügen, an der Gesamtzahl neu zugelassener Fahrzeuge 18 % betragen muss. Im Jahr 1997 erfolgte erstmals eine Einverständniserklärung der Big Seven – die sieben Automobilhersteller, die in Kalifornien die größte Stückzahl an Fahrzeugen verkaufen –, Zero-Emission-Vehicle zu entwickeln und zu produzieren. Allerdings wurde dafür die ursprünglich strenge Regelung deutlich zugunsten der Automobilhersteller überarbeitet. Mittlerweile haben diese Bestimmungen nicht mehr nur in Kalifornien Gültigkeit, sondern sind im Laufe der Zeit von einer ganzen Reihe US-amerikanischer Staaten übernommen worden und finden dort Anwendung.
Das gesamte Gesetzeswerk bezieht sich ausschließlich auf bestimmte Schadstoffemissionen von Fahrzeugen, die während des Betriebes an die Umgebung abgegeben werden (Tank-to-Wheel): Kohlenstoffmonoxid, unverbrannte Kohlenwasserstoffe NMOG und Stickoxide NOx. Unberücksichtigt bleiben die CO2-Emissionen, die im Zuge der Klimadiskussion eine neue Wertigkeit erfahren haben, sowie eine Betrachtung der Energiebereitstellung Well-to-Tank bzw. der gesamten Energiekette von der Energieerzeugung bis zur Umwandlung in kinetische Energie (Well-to-Wheel). Unberücksichtigt bleibt auch eine ganzheitliche Schadstoffbilanz bzw. Ökobilanz.
Für die Umweltbilanz eines Fahrzeuges sind allerdings nicht nur die fahrzeugnahen Emissionen im Betrieb relevant, sondern auch die Belastung durch
- Herstellung des Fahrzeugs
- Herstellung und Aufbereitung des Kraftstoffs bzw. des elektrischen Stroms
- Wartung des Fahrzeugs
- Entsorgung des Fahrzeugs
- Logistikbedingte Emissionen für Herstellung, Vertrieb, Wartung und Entsorgung

Anders als von den europäischen Abgasnormen bekannt, bei denen ein verschärfter Grenzwert zu einem bestimmten Datum von allen Automobilherstellern bei allen neuen Modellen nachweislich eingehalten werden muss, werden in USA und in Kalifornien neue Normen mit verschärften Grenzwerten durch sogenanntes Phase-In und durch Phase-Out der alten Norm eingeführt. Hierbei handelt es sich um eine zeitlich auf mehrere Jahre ausgedehnte Einführung, bei denen die neue Norm um einen je Jahr steigenden Prozentsatz aller neuen Modelle eingehalten werden muss, die alte Norm hingegen um einen je Jahr fallenden Prozentsatz aller neuen Modelle eingehalten werden kann. Dies gilt individuell für jeden Hersteller, als Basis für den genannten Prozentsatz gilt die gesamte neu auf den Markt gebrachte Fahrzeugflotte des Herstellers.
So wurde auch beim Übergang von LEV1 auf LEV2 verfahren. LEV1 besaß bereits seit Modelljahr (ein neues Modell kommt bereits im Zeitraum August–Oktober des vorangegangenen Jahres auf den Markt) 1994 mit entsprechendem Phase-In Gültigkeit. Im Zeitraum 2004–2007 wurde es mit einem entsprechenden Phase-In bzw. Phase-Out durch LEV2 in 25-%-Schritten ersetzt.
Der Übergang von LEV2 auf die neue Regelung LEV3 erfolgte wieder als Phase-In bzw. Phase-Out, diesmal aber in 20-%-Schritten. Er begann 2016 und endete 2020. Vorgegeben wurde zudem eine kontinuierliche Reduktion des Flottenmittelwertes für die Summe von NMOG und NOx im erweiterten Zeitraum von 2015 bis 2025, bei dem der Endwert mit 30 mg pro Meile nicht überschritten werden darf.
Beide Übergänge sind in den folgenden Tabellen nach Jahreszahlen gegliedert dargestellt.
| Modelljahr | 2004 | 2005 | 2006 | 2007  |
| ---------- | ---- | ---- | ---- | ----- |
| LEV1       | 75 % | 50 % | 25 % | 0 %   |
| LEV2       | 25 % | 50 % | 75 % | 100 % |

| Modelljahr | 2015                                                             | 2016 | 2017 | 2018 | 2019 | 2020  | 2021             | 2022             | 2023             | 2024             | 2025             |
| ---------- | ---------------------------------------------------------------- | ---- | ---- | ---- | ---- | ----- | ---------------- | ---------------- | ---------------- | ---------------- | ---------------- |
| LEV2       | 100 %                                                            | 80 % | 60 % | 40 % | 20 % | 0 %   | - bleibt 0 % -   | - bleibt 0 % -   | - bleibt 0 % -   | - bleibt 0 % -   | - bleibt 0 % -   |
| LEV3       | 0 %                                                              | 20 % | 40 % | 60 % | 80 % | 100 % | - bleibt 100 % - | - bleibt 100 % - | - bleibt 100 % - | - bleibt 100 % - | - bleibt 100 % - |
| LEV3       | - lineare Reduktion des Flottenmittelwertes für Summe NMOG+NOx - |      |      |      |      |       |                  |                  |                  |                  |                  |

### Grenzwerte
Die in den beiden folgenden Tabellen aufgeführten Grenzwerte beziehen sich auf eine Laufleistung von 50.000 Meilen. Für die Laufleistung 100.000 Meilen, die gemeinhin auch als „Useful Life“ bezeichnet wird, sind die nachzuweisenden Grenzwerte jeweils etwas höher angesetzt.
| Emissionsklasse                       | CO g/Meile | NMOG g/Meile | NOx g/Meile |
| ------------------------------------- | ---------- | ------------ | ----------- |
| TLEV – Transient Low Emission Vehicle | 3,4        | 0,125        | 0,4         |
| LEV – Low Emission Vehicle            | 3,4        | 0,075        | 0,2         |
| ULEV – Ultra Low Emissions Vehicle    | 1,7        | 0,04         | 0,2         |
| ZEV – Zero Emission Vehicle           | 0          | 0            | 0           |

| Emissionsklasse                           | CO g/Meile | NMOG g/Meile | NOx g/Meile |
| ----------------------------------------- | ---------- | ------------ | ----------- |
| LEV – Low Emission Vehicle                | 3,4        | 0,075        | 0,05        |
| ULEV – Ultra Low Emissions Vehicle        | 1,7        | 0,04         | 0,05        |
| SULEV – Super Ultra Low Emissions Vehicle | 1          | 0,01         | 0,02        |
| ZEV – Zero Emission Vehicle               | 0          | 0            | 0           |

CO = Kohlenstoffmonoxid – NMOG = Non Methan Organic Gas (Kohlenwasserstoffe außer Methan) – NOx = Stickoxid

### Gültigkeit
Folgende US-Staaten haben die kalifornischen LEV-Bestimmungen bisher übernommen:
- Arizona, MY 2011
- Connecticut, MY 2008
- Maine, MY 2009
- Maryland, MY 2011
- Massachusetts, MY 2004
- New Jersey, MY 2008
- New Mexico, MY 2011
- New York, MY 2004
- Oregon, MY 2009
- Pennsylvania, MY 2008
- Rhode Island, MY 2008
- Vermont, MY 2004
- Washington, MY 2009

Die folgenden US-Staaten befinden sich noch in der Beratung, ob die Bestimmungen übernommen werden sollen:
- Colorado
- Florida
- Montana
- North Carolina
- Utah
- Wisconsin

## Weiterentwicklung der ZEV-Anforderungen seit der Einführung
Nach der Ankündigung, das ZEV-Mandat einzuführen, wurde nach langwierigen Diskussionen mit Vertretern der Automobilindustrie, für das Modelljahr 2003 erstmals ein Prozentsatz von 10 % aller neu zugelassenen Fahrzeuge festgelegt, die den ZEV-Anforderungen genügten. Das ursprüngliche Vorhaben, nur solche Fahrzeuge als Zero-Emission-Fahrzeuge anzuerkennen, die tatsächlich nichts emittierten, wurde jedoch nach heftigsten Interventionen der Automobilindustrie fallen gelassen. Bei solchen Fahrzeugantrieben konnte es sich nämlich nach der ursprünglichen Fassung nur um Brennstoffzellenfahrzeuge und batteriegetriebene Elektrofahrzeuge handeln. Während sich die mit Wasserstoff betriebenen Fahrzeuge 2003 noch in der Entwicklung befanden, waren batterieelektrische Fahrzeuge von allen großen Herstellern schon frühzeitig entwickelt worden. Ihre Herstellung war jedoch nicht wirtschaftlich, weshalb die Hersteller auf eine Lockerung der CARB-Gesetze drängten und nach deren Durchsetzung die Entwicklung der ZEV fast vollständig abbrachen und die existierenden, funktionstüchtigen ZEV-Fahrzeuge teilweise sogar verschrotteten. Dieser Phase thematisiert der Dokumentarfilm Who killed the electric car? aus dem Jahr 2003.
Beispiele für ZEV-Fahrzeugentwicklungen aus dieser Phase:
- GM EV1[4]
- Toyota RAV4 electric
- Honda EV Plus
- Ford Ecostar
- Ford Ranger EV
- BMW E1
- Daimler A-Class electric[5]
- Golf CitySTROMer
- Hotzenblitz

Aus diesem Grunde wurden ab 2003 (Start der ZEV-Fahrzeuge) auch solche Fahrzeuge teilweise anerkannt, die über kleine oder sehr saubere Antriebe verfügten, oder – wie die kürzlich eingeführten Hybridfahrzeuge – eine kleine Fahrstrecke rein elektrisch zurücklegen konnten. Somit ergab sich eine „Verwässerung“ des ursprünglichen Anteils von 10 % ZEV-Fahrzeugen, weswegen sich von den Herstellern forciert auch die Bezeichnung LEV (wörtlich: „Niedrig-Emissions-Fahrzeug“) etablierte. Derzeit ist eine stufenweise Anhebung des ZEV-Anteiles von 4,5 % im Jahr 2018 bis 22 % ab 2025 vorgesehen.

## Welche Automobilhersteller sind betroffen
Die Entwicklung von batteriegespeisten elektrischen Antrieben, oder solchen, die ihre benötigte Energie von einer Brennstoffzelle beziehen und über einen Wasserstofftank verfügen, ist nicht von allen Automobilherstellern, die Automobile in Kalifornien verkaufen wirtschaftlich überhaupt zu stemmen. Dessen war sich das Air Resources Board als verantwortliche Behörde immer bewusst. Für solche kleineren Unternehmen wurde daher eine gestaffelte Lösung geschaffen, die folgendermaßen aussieht:
| Unabhängigkeit des Unternehmens | Verkaufte Stückzahl pro Jahr in Kalifornien | Vom ZEV-Mandat betroffen | Kommentar |
| ------------------------------- | ------------------------------------------- | ------------------------ | --- |
| Nicht unabhängig                | bis zu 4.500                                | nicht betroffen          | |
| unabhängig                      | bis zu 10.000                               | nicht betroffen          | |
|                                 | 4.501 bis 60.000                            | betroffen                | aber die ZEV-Anforderungen können ausschließlich mit PZEV-Fahrzeugen erfüllt werden (Bronze-Status)                  |
|                                 | mehr als 60.000                             | voll betroffen           | die hiervon betroffenen Hersteller sind: Daimler, VW, General Motors, Ford, Toyota, Honda, Hyundai (the „big seven“) |

Für diese Hersteller könnte ein Beispielrechnung folgendermaßen aussehen:
| Verkaufte Fahrzeuge eines Herstellers                                                           | 100.000 |
| Hieraus Verpflichtung für den Hersteller, 10 % Fahrzeuge anzubieten, die ZEV-Kriterien genügen: | 10.000  |
| Die Zahl könnte sich dann so zusammensetzen:                                                    |         |
| Credits durch ZEV-Fahrzeuge                                                                     | 2000    |
| Credits durch AT-PZEV-Fahrzeuge                                                                 | 2000    |
| Credits durch PZEV-Fahrzeuge                                                                    | 6000    |